# Donald Brian
Donald Brian (St. John's, Newfoundland, 17 februari 1877 - Long Island, New York, 22 december 1948) was een filmacteur uit Newfoundland.

## Carrière
Brian werd in 1907 op zijn achttiende al tot Koning van Broadway benoemd door The New York Times.
Donald Brian had de hoofdrol in meer dan twintig Broadway-musicals. In 1915 tekende hij voor de hoofdrol in twee stomme films, The Voice in the Fog en The Smugglers. Hij zou pas weer films maken toen er geluid in films werd geïntroduceerd. Peggy O'Hooligan was daarvan de eerste.
Van Donald Brian is bekend dat hij de Amerikaanse president Theodore Roosevelt heeft geleerd om ontspannen te zijn in het openbaar en dat hij Frank Sinatra heeft leren dansen. Daarnaast was hij samen met Bob Hope een van de artiesten die de Amerikaanse geallieerde troepen vermaakte tijdens de Tweede Wereldoorlog en voorzitter van de Catholic Actor's Guild.

## Gedeeltelijke filmografie

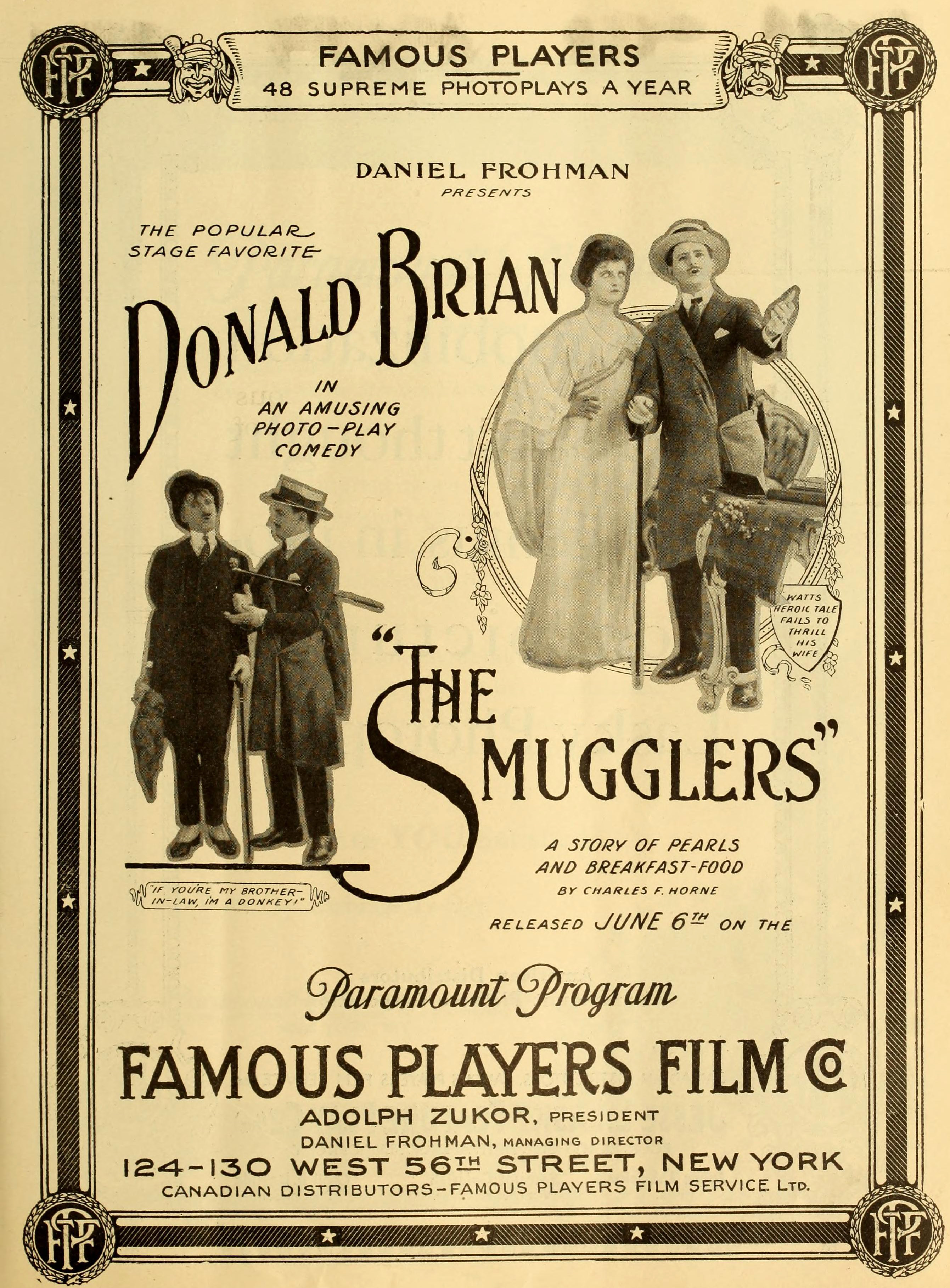
The Smugglers

- The Voice in the Fog (1915)
- The Smugglers (1916)
- Peggy O'Hooligan (1925)

- Bibliothèque nationale de France: cb171128037 (data)
- Gemeinsame Normdatei: 1270766244
- International Standard Name Identifier: 0000 0000 2743 7094
- Library of Congress Control Number: n88034953
- National Archives and Records Administration: 16652640
- SNAC: w6kd3mmw
- Virtual International Authority File: 63086912
- WorldCat: E39PBJkHmtJ8chgrxJ4wXmf6rq